# Ole Thorup
Ole Thorup (22. juli 1805 i København – 16. februar 1883) var en dansk lærer og legatstifter, stifter af Ole Thorups Stiftelse og Den Thorupske Stiftelse.
Han blev født i København, hvor hans fader var høker. 1826 kom han på Jonstrup Seminarium, dimitteredes derfra 1828 og var derefter i en del år lærer i København. Imidlertid gik hans interesse i andre retninger, for i 1850 var han med at stifte Kreditforeningen for Østifterne, i hvilken han var revisor i en menneskealder. Han købte gamle ejendomme og ombyggede dem, senere købte han betydelige arealer på Nørrebro og fæstningsterrænet, og ved at realisere disse samlede han sig en stor formue.
I en efter ham på Nørrebro opkaldt gade, Thorupsgade, byggede han en stiftelse til fribolig for ubemidlede, og desuden bestemte han ved gavebrev af 10. april 1878, at en tredjedel af hans efterladte formue skulle "komme Opdragelsens Fremme til gode", særligt var det hans ønske at få oprettet en større opdragelsesanstalt. Det skete i 1880, da Det Kongelige Opfostringshus og den Thorupske Stiftelse kunne flytte ind i nye rammer i Randersgade.
Legatet, der bestyres af Københavns Magistrat, nu Københavns Kommune, havde ved år 1900 en formue af ca. 400.000 kr. Thorup var borgerrepræsentant 1862-68 og 1871-77, men spillede ikke som sådan nogen rolle. 1874 blev han kancelliråd. Han døde 16. februar 1883.
Han var blevet gift 1. gang med Ane Cathrine f. Schou (24. september 1815 i København – 17. maj 1853), datter af høker Schou; 2. gang 1875 med Bolette Margrethe Louise f. Espersen (16. oktober 1822 – 2. november 1892 i Lyngby).